# スリーエム ジャパン
スリーエムジャパン株式会社（スリーエム ジャパン、英: 3M Japan Limited）は、アメリカ合衆国に本社を置く世界的化学・電気素材メーカー3Mの日本法人。旧社名、住友スリーエム株式会社（すみともスリーエム、英: Sumitomo 3M Limited）。事務用品の付箋紙であるポスト・イット（Post-it）のメーカーとして有名である。

## 概要
1961年（昭和36年）に、3Mと住友グループの2社（住友電気工業・日本電気（NEC））の3社合弁で創業。
2003年にNECが3Mに株式譲渡して、合弁から離脱。
そして、2014年（平成26年）9月1日付で住友電工も3Mに株式を譲渡して、住友グループとの合弁を解消することになった。
その株式譲渡が実行されて3Mの100%子会社となったため、2014年（平成26年）9月1日に社名を住友スリーエム株式会社からスリーエム ジャパン株式会社に変更した。

## 沿革
- 1958年（昭和33年）4月 - 3M社と住友グループ14社のトップ会談で、合弁会社設立の基本方針について合意する。
- 1960年（昭和35年）2月 - 3M社の日本法人として、日本ミネソタスリーエム株式会社が設立される。
- 1961年（昭和36年）12月 - 3M社と住友電気工業株式会社、日本電気株式会社の日米折半出資による住友ミネソタ株式会社が設立される。出資比率は3Mが50%、住友電工とNECが25%だった。
- 1962年（昭和37年）
  - 11月 - 住友ミネソタ株式会社が日本ミネソタスリーエム株式会社を吸収合併する。
  - 12月 - 住友スリーエム株式会社に商号変更する。
- 1979年（昭和54年）1月 - 3M社のCI導入に伴い、現在のロゴマークに変更。
- 2003年（平成15年）1月 - 日本電気株式会社（NEC）の株式売却にともない、3M社の出資比率が75%になる。
- 2010年（平成22年）
  - 2月 - ビジネスラベル製造販売のエーワン株式会社（A・one、のちにエーワン合同会社）を買収[5]。
- 2013年（平成25年）
  - 5月 - 本社を世田谷区玉川台から品川区北品川へ移転。
  - 6月 - 仙台市科学館の命名権を取得。同館の愛称が「スリーエム仙台市科学館」となる[6]。
- 2014年（平成26年）9月1日 - 住友電工株式会社が3M社に株式を売却し、住友グループとの合弁を解消[3]。3M社の100%子会社となったため、スリーエム ジャパン株式会社に商号を変更[2]。
- 2015年（平成27年）
  - 4月10日 - 組織変更を行い、エーワン合同会社のマーケティング部門と営業部門をスリーエム ジャパンの各部門に一体化[7]。
  - 6月1日 - 生産拠点である山形スリーエム、岩手スリーエム、3M Purificationの3社とスリーエム ヘルスケア山形事業所の事業を統合し新たにスリーエム ジャパン プロダクツを設立[8][9]。
- 2017年（平成29年）1月1日 - エーワン合同会社を吸収合併[10]。
- 2024年（令和6年）4月1日 - 2024年1月に本国スリーエムが同社のヘルスケア部門を「ソルベンタム(Solventum)」として分社化[11]したのに伴い、スリーエム ジャパンの日本法人も同様に2024年1月にヘルスケア部門の会社を分割し4月に分割が完了、2024年10月に5社のうちケーシーアイを除く4社がソルベンタムを頭に冠した企業名に変更された[12]。

## 主な製造・研究拠点

### 本体
- 相模原事業所（神奈川県相模原市）
CTC（カスタマーテクニカルセンター）、研究・開発部門、製造部門

### 主な関連会社
- スリーエム ジャパン プロダクツ
  - 山形事業所（山形県東根市）
  - 岩手事業所（岩手県北上市）
  - 茨城事業所（茨城県北茨城市）
  - 千葉事業所（千葉県東金市）

## 主な製品
取扱品目は、米国3Mとほぼ同様のラインナップで、一般消費財・一般工業・サニタリー・ヘルスケアなど多岐にわたる。
スコッチテープに代表される粘着テープ、フィルム製品、カッティングシート、反射材、研磨材、接着剤など幅広いが、事務用品の付箋紙のブランドポスト・イット (Post It)や、家庭用スポンジのブランドスコッチ・ブライト（Scotch-Brite）、液晶画面の輝度上昇フィルムなどの知名度が高い製品も多い。
業務用音響磁気テープでは、世界的に圧倒的にシェアを誇った時期も有り「206」と呼ばれた製品は、長期間に渡って世界中のレコーディングスタジオで使用された（日本製とアメリカ製が存在したが、日本では日本製が好まれた）。また、1978年11月21日には業界初にして世界初のメタルポジション（IEC TYPE IV）用コンパクトカセットテープ「METAFINE」（メタファイン）を日本市場で先行発売した。
一方、録画用磁気テープでは業務用に使用される機会は少なく、もっぱら民生用に価格重視の製品として売られ一定のシェアは確保したものの早期に撤退した。
2007年末までにTDKがDVDやBD、各種磁気テープなどの記録メディア事業から製造販売を撤退を決定し、TDKブランドを一定期間借用し「TDK Life on Record」ブランドの記録メディア製品を販売したが、2015年末を以て完全撤退した（販売権はTDKに戻り、2019年末までTDKがOEM製品のサポートを担当していた）。
日本で開発し、世界市場へ展開し高いシェアを持っている製品も多くあり、例として建築内装、マスキングテープなどがある。
また、2014年に宛名ラベルやシール等を扱うエーワン合同会社を子会社化 し、その後2017年に本体に吸収合併した ことから、エーワン（A-one）ブランドのラベルやラベルシールも扱っている。

## 企業文化
会社が明文化したルールだけでなく、独自の不文律が存在する。例えば、業務時間の15％を自分の研究に充ててよい「15%カルチャー」や自分の研究を進めるためなら会社の設備を使ってもよい「ブートレッギング」などが知られる。テクノロジープラットフォームとよばれる基幹技術をベースに多種多様な製品を幅広い市場に向けて供給している。

## テレビ番組
- 日経スペシャル カンブリア宮殿 巨大イノベーション企業 3Mジャパンの商品開発力（2022年2月17日、テレビ東京）- 社長・宮崎裕子出演[14]